# Violanta
Violanta és una òpera en un acte amb música d'Erich Korngold i llibret en alemany de Hans Müller-Einigen. És la segona òpera de Korngold, que va compondre quan tenia només dinou anys. Es va estrenar el 28 de març de 1916 al Teatre Nacional de Múnic.

## Representacions
Es va estrenar el 28 de març de 1916 en el Teatre Nacional de Múnic juntament amb l'altra òpera en un acte del compositor Der Ring des Polykrates, op. 7, amb Bruno Walter dirigint. L'estrena nord-americana va tenir lloc el 5 de novembre de 1927 al Metropolitan Opera de Nova York amb Maria Jeritza com a Violanta, Walter Kirchhoff com a Alfonso, Clarence Whitehill com a Simone, Angelo Badà com a Giovanni i Artur Bodanzky dirigint.

## Argument
L'òpera està ambientada en la Venècia del segle xv, a la casa de Simone Trovai, comandant militar de la República Veneciana.

## Enregistraments
- En 2009 Sony Classical va tornar a llançar un enregistrament de 1980 amb Marek Janowski dirigint a l'Orquestra de la Radiodifusió de Múnic i Walter Berry, Eva Marton i Siegfried Jerusalem en els papers principals.[2][3]